# Francesco Basei
Francesco Basei (Motta di Livenza, 8 giugno 1983) è un ex cestista italiano.

## Carriera
Vanta una presenza in Serie A con la Pallacanestro Treviso, ed oltre 110 presenze nel campionato di Legadue con le maglie di Pavia, Novara, Soresina, Jesi e Ostuni.

## Palmarès
- Campionato italiano: 1

Pall. Treviso: 2001-02